# Burg Hattstein
Die Burg Hattstein (auch „Hazechenstein“ oder „Hatzechinstein“ genannt) ist der Rest einer Spornburg auf einem bewaldeten Bergsporn im Norden des Sängelberges zwischen der südhessischen Gemeinde Schmitten im Taunus und deren Ortsteil Oberreifenberg. Außer einem auffälligen Graben um eine Erhebung sind heute nur noch wenige Reste einer Schildmauer zu erkennen.

## Geschichte

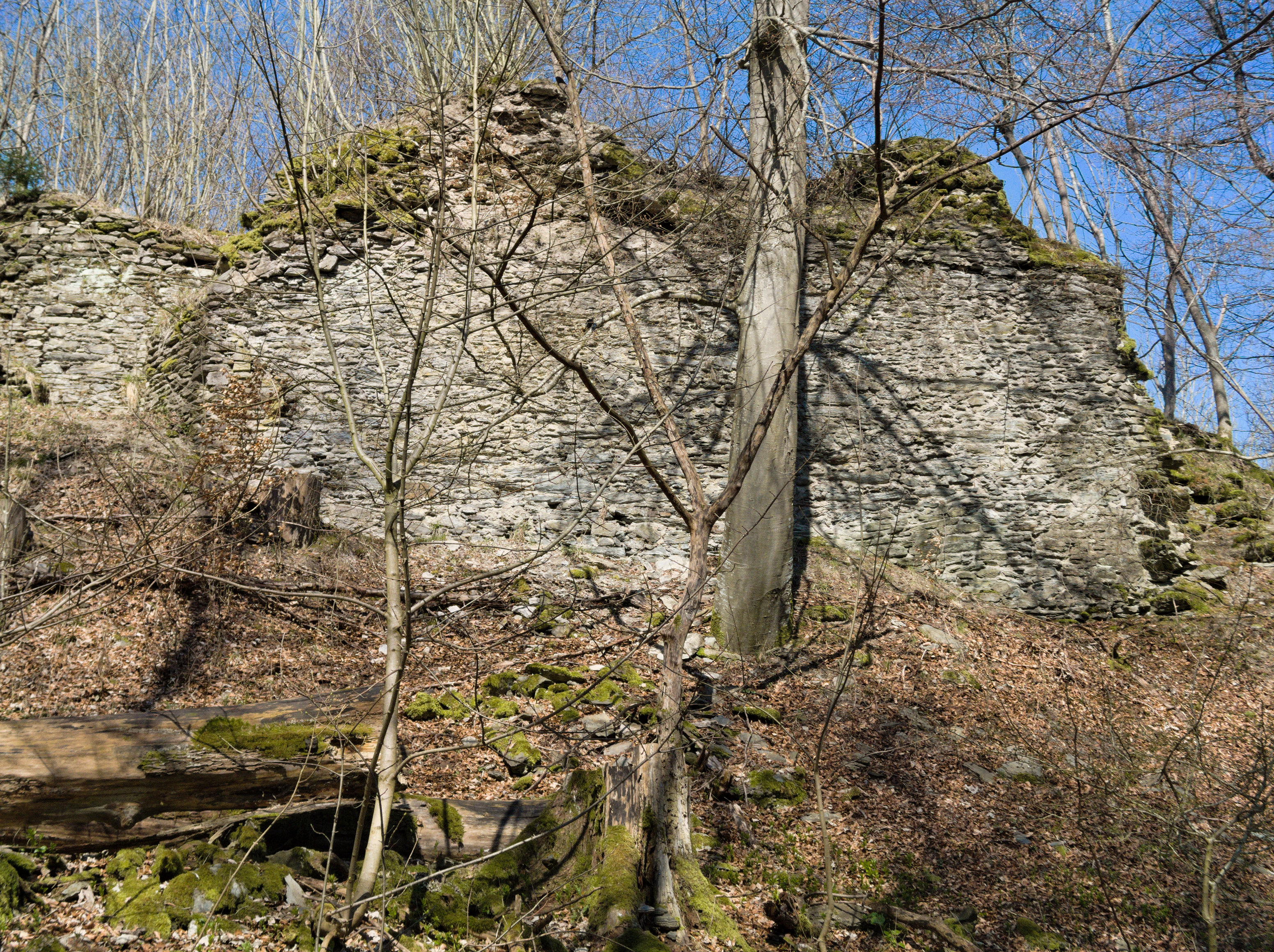
Detail Burgmauer

Wann genau die Burg Hattstein erbaut wurde, ist nicht bekannt. Es wird vermutet, dass sie bereits vor der nahegelegenen Burg Reifenberg existierte. Die „Walsdorfer Gründungsurkunde“ des dortigen Klosters aus dem Jahre 1156 nennt bereits einen „Guntramus de Hazechenstein“, der dort Burgherr gewesen sein dürfte.
Die Hattsteiner Ritter agierten im 14. Jahrhundert oft als Raubritter. Im Rahmen einer Landfriedensexekution wurde die Burg 1379 durch Truppen der Freien Reichsstadt Frankfurt und ihrer Verbündeten erobert. Die Hattsteiner verpflichteten sich, auf weitere Raubzüge zu verzichten, und erhielten im Gegenzug die Verfügungsgewalt über die Burg zurück. Trotz dieses Eides kam es weiter zu Überfällen, darunter 1387 auf das Kloster Thron. Zwei weitere Strafexpeditionen gegen die Burg Hattstein in den Jahren 1393 und 1428 scheiterten, und die Burg wurde nicht erobert.
Obwohl die Hattsteiner mit den Reifenbergern verwandt waren, kam es zu Fehden zwischen den Bewohnern beider Burgen. Während der von 1428 bis 1435 andauernden „Hattsteiner Fehde“ eroberten die Reifenberger zusammen mit Frankfurt und Kurmainz im Jahr 1432 die Burg Hattstein. Die Burg wurde bis 1468 als Ganerbschaft unter Frankfurter und Mainzer Beteiligung geführt. 1467 wurde sie durch Walter von Reifenberg eingenommen und geschleift. Im folgenden Jahr erhielten die Hattsteiner ihren Besitz zurück. Es dauerte jedoch dreißig Jahre, bis die Burg wieder aufgebaut war. Daraufhin wurde sie immer weniger instand gehalten und verfiel allmählich. Die Herrschaft Hattstein blieb weiter im Besitz der Hattsteiner Ritter, die sich aber in der Neuzeit zunehmend geografisch in die Wetterau orientierten.
Im Gegensatz zu der lehensfreien Burg Reifenberg war die Burg Hattstein zur Hälfte kurtrierisches Lehen. Die lehensfreie Hälfte wurde im Jahr 1614 durch Philipp Georg von Hattstein an Johann Heinrich von Reifenberg verkauft. Da der Kaufpreis nie vollständig bezahlt wurde, führte dies zu einem Rechtsstreit, der bis zum Aussterben der Hattsteiner im Jahr 1767 ergebnislos blieb.

## Zugang
Markierte Wanderwege aus dem Weiltal (Parkplatz an der L3025 auf der Höhe der Angelweiher), von Oberreifenberg und von Schmitten führen zum Sängelbergweg, der rund um den Berg an den im Sommer durch den Wald kaum erkennbaren Ruinen vorbeiführt. Ein schmaler Pfad verläuft seitlich um die Mauer herum zu einer kleinen Terrasse (keine Aussicht).